# Anja Feldmann

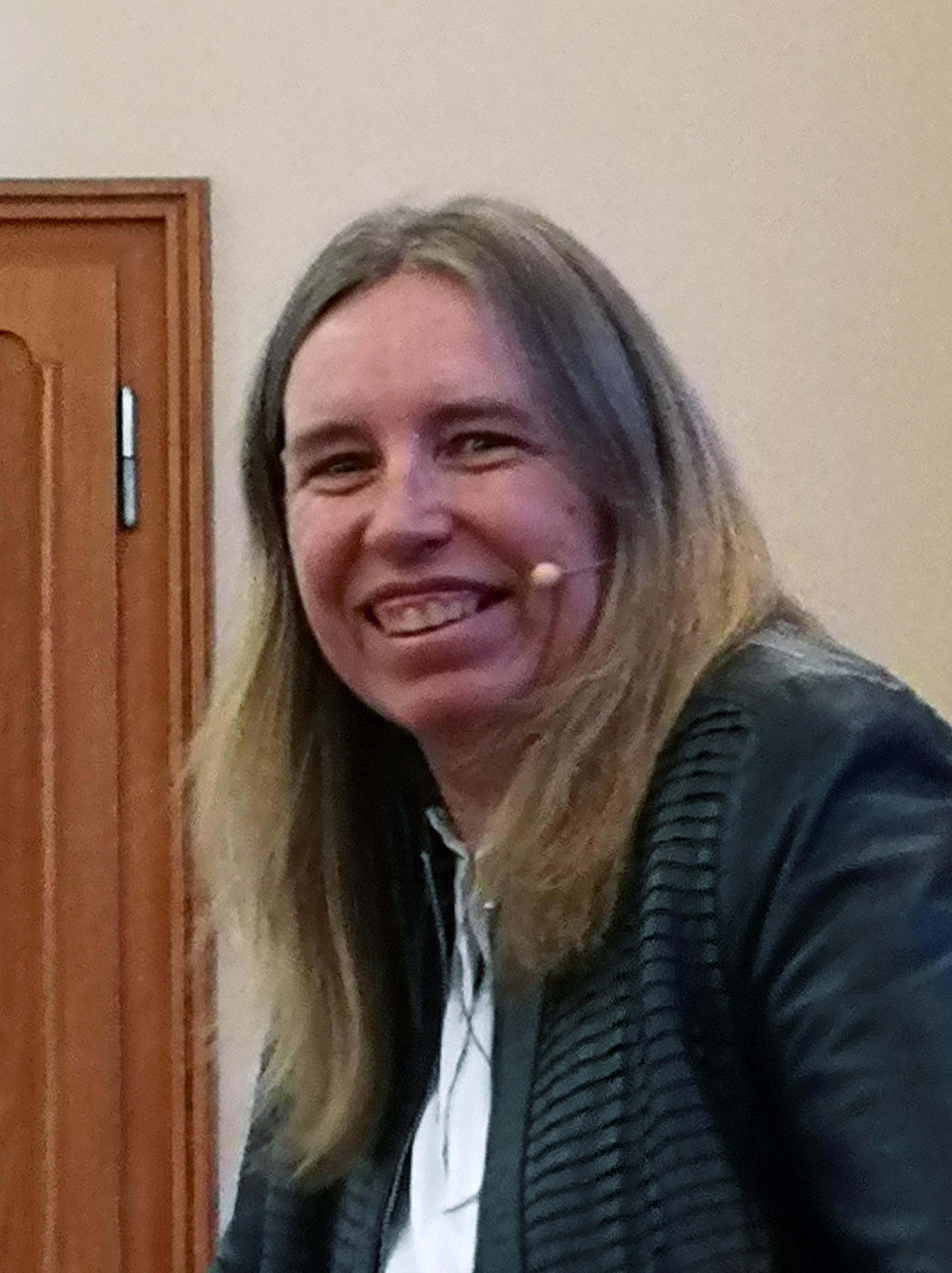
Anja Feldmann 2018 bei einem Vortrag in Halle (Saale)

Anja Feldmann (* 8. März 1966 in Bielefeld) ist eine deutsche Informatikerin und Direktorin am Max-Planck-Institut für Informatik.

## Leben und Werk
Feldmann studierte Informatik an der Universität Paderborn und erhielt ihr Diplom 1990. Anschließend wechselte sie an die Carnegie Mellon University in Pittsburgh (USA), wo sie 1991 ihren M.Sc. erwarb und 1995 bei Daniel Sleator mit einer Dissertation zum Thema On-line call admission for high-speed networks zum Ph.D. promoviert wurde. Nach vier Jahren als Postdoc bei AT&T Labs Research folgte sie 2000 dem Ruf an die Universität des Saarlandes, wo sie den Lehrstuhl für Computer Networking übernahm. 2002 lehnte sie einen Ruf an die ETH Zürich ab und folgte stattdessen einem Ruf an die Fakultät für Informatik der Technischen Universität München, wo sie als erste Ordinaria der Fakultät den „Lehrstuhl für Netzwerkarchitekturen, Telematik, Telekooperation“ übernahm. Seit 2006 ist sie Professorin für Internet Network Architectures an der Technischen Universität Berlin (bis Dezember 2013 ein Stiftungslehrstuhl bei den Telekom Innovation Laboratories). Von 2010 bis 2013 war sie Dekanin der Fakultät für Elektrotechnik und Informatik an der TU Berlin. 2017 wurde Feldmann zur Direktorin am Max-Planck-Instituts für Informatik in Saarbrücken berufen.
Im Mai 2012 wurde Anja Feldmann als erste Frau auf der Arbeitgeberseite in den Aufsichtsrat der SAP gewählt. Diese Position hatte sie bis 2019 inne. Seit 2021 ist sie Mitglied des Wissenschaftlichen Senates der Nationalen Forschungsdateninfrastruktur.
Feldmann beschäftigt sich vor allem mit der Internet-Verkehrsanalyse und -Modellierung sowie dem  Internet-Routing.

## Ehrungen und Auszeichnungen
- 2024: IEEE Koji Kobayashi Computers and Communications Award[8]
- 2023: Konrad-Zuse-Medaille für Verdienste um die Informatik
- 2023: ACM Fellow (Für Beiträge zur datengestützten Analyse operativer Netzwerke)[9]
- 2020: Mitglied im Aufsichtsrat des Karlsruher Instituts für Technologie (KIT)
- 2019: Mitglied im Fachausschuss Kommunikation und Information der Deutschen UNESCO-Kommission
- 2019: Mitglied in der Wissenschaftlichen Kommission "Digitalisierte Gesellschaft" der Leopoldina
- 2019: Mitglied der Deutschen Akademie der Technikwissenschaften (acatech)
- 2018: Schelling-Preis
- 2017: Wissenschaftliches Mitglied der Max-Planck-Gesellschaft[6]
- 2017: Principal Investigator am Weizenbaum-Institut für die Vernetzte Gesellschaft
- 2013: Ordentliches Mitglied der Academia Europaea[10]
- 2011: Gottfried Wilhelm Leibniz-Preis[11]
- 2011: Berliner Wissenschaftspreis[12]
- seit März 2010 Mitglied von AcademiaNet nach Nominierung durch Leopoldina und die Deutsche Forschungsgemeinschaft[13]
- seit 15. Juli 2009 Mitglied (Matrikel-Nr. 7279) der Deutschen Akademie der Naturforscher Leopoldina[14]